# Sistema mètric decimal

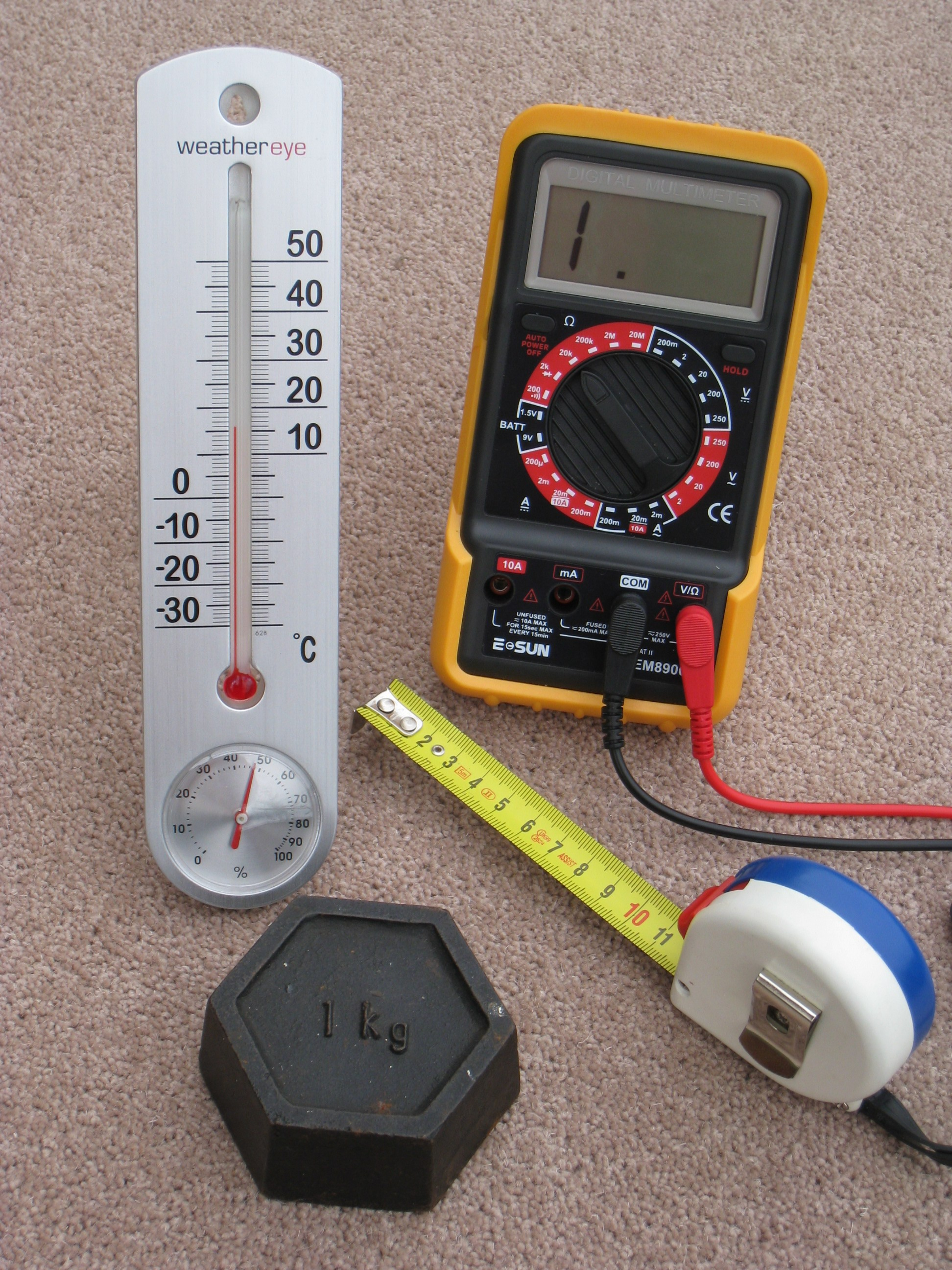
Quatre dispositius mètrics: un termòmetre (Grau Celsius), un pes de 1 kg, una 2 m cinta mètrica i un multímetre en què volts, amperes i ohm poden ser mesurats

El sistema mètric decimal o, simplement, "sistema mètric" és un sistema d'unitats basat en el metre i en el gram, en el qual els múltiples i submúltiples d'una unitat de mesura estan relacionats entre si per múltiples o submúltiples de 10.
França fou el primer país a adoptar-lo en 1791, i es convertí en el sistema d'unitats de mesura més usat al món. Durant els darrers dos segles, diferents variants s'han considerat com a sistema mètric, fins que el 1960 es reconegué internacionalment el Sistema Internacional d'Unitats, abreviat SI, com a sistema mètric estàndard.
Actualment el SI és el sistema oficial de mesura de la gran majoria de nacions del món exceptuant-ne Birmània, Libèria i els Estats Units. No obstant això, existeixen encara alguns països on hi ha lleis que permeten altres sistemes de mesura en alguns casos com és el cas del Regne Unit, on els senyals de trànsit només es permeten en (milles o iardes) conegudes com a sistema d'unitats imperial — o Hong Kong.
Altres sistemes de mesura estandarditzats diferents del mètric encara tenen un ús força universal, com és el cas de les milles marines o els nusos en navegació marítima i aèria.

## Història

Països on el sistema mètric és oficial (segons CIA World Factbook) es mostren en verd.

Des de temps immemorials la humanitat ha vist la necessitat de disposar d'un sistema de mesures per als intercanvis i en tenim constància de la utilització d'unitats de mesura des de fa uns 5000 anys a. de C.
Els egipcis prengueren el cos humà com base per a les unitats de longitud, tals com: les longituds dels seus avantbraços, peus, mans o dits. El colze, la distància del qual és la qual hi ha des del colze fins a la punta del dit cor de la mà, fou la unitat de longitud més utilitzada en l'antiguitat, de tal forma que el colze reial egipci, és la unitat de longitud més antiga coneguda. El colze fou heretat pels grecs i els romans, encara que no coincidien en les seves longituds.
Tot i que un sistema decimal ja havia estat proposat per Gabriel Mouton el 1670, fins al segle xix proliferaven els sistemes de mesurament diferents, fet que suposava una de les causes més freqüents de disputes entre mercaders i entre els ciutadans i els funcionaris del fisc. A mesura que s'estenia per Europa l'intercanvi de mercaderies, els poders polítics veieren la necessitat que es normalitzés un sistema de mesures.
França fou el primer país a adoptar un sistema de mesures normalitzat en 1791 després de la Revolució Francesa de 1789. La Revolució, amb la seva ideologia oficial de la raó pura facilità aquest canvi i proposà com unitat fonamental el metre (en grec, mesura). Lavoisier arribà a dir d'ell que '"res més gran ni més sublim ha sortit de les mans de l'home que el sistema mètric decimal"'.
El sistema derivava de les propietats d'objectes de la naturalesa, la grandària de la Terra i la densitat de l'aigua, i en relacions senzilles entre una unitat i l'altra. A fi de determinar amb la major precisió possible la grandària de la Terra, s'enviaren diversos equips al llarg de diversos anys per a mesurar la longitud d'un arc de meridià terrestre tan llarg com fos possible. Es decidí mesurar la longitud del meridià que va des de la torre del fort de Montjuïc a Barcelona fins a Dunkerque, que era el segment més llarg sobre terra i gairebé totalment dintre de territori francès. És destacable que, a pesar que durant el procés de mesurament hi hagué ocasionals hostilitats entre França i Espanya, el desenvolupament del nou sistema de mesures es considerà de tal importància que el grup de mesurament francès fou escortat per tropes espanyoles dintre d'Espanya a fi d'assegurar la continuïtat del mesurament.
L'altre gran avantatge del sistema és que els múltiples i submúltiples són decimals, mentre que anteriorment les unitats es dividien en tres, dotze, setze... parts, la qual cosa complicava les operacions aritmètiques.
El procés culminà amb la presentació el 22 de juny de 1799 del sistema mètric i el lliurament als Arxius de la República dels patrons del metre i el quilogram, confeccionats en aliatge de platí, en presència de funcionaris del govern francès i de diversos països convidats.
Les millores posteriors dels sistemes de mesurament tant de la grandària de la Terra com de les propietats de l'aigua mostraren discrepàncies amb els patrons. La Revolució Industrial estava ja en camí i la normalització de les peces mecàniques, fonamentalment cargols i rosques, era de la major importància i aquests depenien de mesuraments precisos. A pesar que les discrepàncies que es trobaren haurien quedat totalment emmascarades en les toleràncies de fabricació de l'època, canviar els patrons de mesura per a ajustar-se als nous mesuraments hagués estat poc pràctic, particularment quan nous i millors instruments acabarien trobant nous valors cada vegada més precisos. Per això es decidí trencar amb la relació que existia entre els patrons i les seves fonts naturals de tal forma que els patrons en si es convertiren en la base del sistema i romangueren com a tals fins a 1960, any en el qual el metre fou novament redefinit en funció de propietats físiques i després, en 1983, la Conferència General de Pesos i Mesures celebrada a París fa una nova definició del metre com la distància recorreguda per la llum en buit durant 1/299.792.458 segons. D'aquesta forma, el metre recobrà la seva relació amb un fenomen natural, aquesta vegada realment immutable i universal. El quilogram, no obstant això, roman formalment definit basant-se en el patró que ja té dos segles d'antiguitat.
El sistema mètric original s'adoptà internacionalment en la Conferència General de Pesos i Mesures de 1889 i derivà en el Sistema Internacional d'Unitats. Actualment, aproximadament el 95% de la població mundial viu en països on s'usa el sistema mètric i els seus derivats.

## Objectius

segell mètric

El sistema mètric es dissenyà tenint en compte diferents objectius.

### Neutral i universal
Els dissenyadors del sistema mètric volien que fos el més neutral possible per a facilitar una àmplia adopció. Quan s'estava desenvolupant el sistema mètric, França utilitzava el calendari republicà que ja començava a caure en desús i fou finalment abolit en 1806 a causa de dues fallades fonamentals de disseny: les dates es contaven a partir del dia de la proclamació de la Primera República Francesa i els noms dels mesos es basaven en esdeveniments purament locals com brumaire (brumós) o nivose (nevat), condicions locals que no es donaven ni tan sols en la totalitat del territori francès.
Altres unitats de l'època es derivaven del llarg del peu d'algun governant i freqüentment canviaven després de la seva successió. Les noves unitats no haurien de dependre de tals circumstàncies nacionals, locals o temporals.

### Qualsevol laboratori havia de poder reproduir-les
La forma habitual d'establir una norma era fer els patrons de mesura corresponents i distribuir còpies d'ells. Això faria al nou estàndard depenent dels patrons originals i entraria en conflicte amb l'objectiu previ, ja que tots els països haurien de referir els seus patrons al patró del país que tingués els originals.
Els dissenyadors desenvoluparen definicions de les unitats bàsiques de tal forma que qualsevol laboratori equipat adequadament podria fer els seus models propis. Originalment les unitats base s'havien derivat del llarg d'un segment de meridià terrestre i la massa de certa quantitat d'aigua. Per això es descartaren, com base de la mesura de longitud, el llarg d'un pèndol d'un cert període, doncs varia amb la latitud i això hauria obligat a definir una certa latitud o el llarg d'un segment de l'equador, en lloc d'un segment d'un meridià qualsevol, doncs no tots els països tenen accés a qualsevol latitud.

### Pràctic
Les noves unitats de mesura haurien de ser properes a valors d'ús corrent per aquell temps. Era de suposar-se que el metre proper a la vara o iarda, hauria de ser més popular que la fallida hora decimal del calendari republicà francès.
Originàriament les unitats de volum i massa es relacionaren directament unes amb les altres, amb la massa definida en termes de volum d'aigua. Encara que aquesta definició ja no s'usa, la relació és molt propera a temperatura ambient i quasi exacta a 4 °C. Com a cas pràctic, es podria omplir un contenidor amb aigua i pesar-lo per saber el seu volum. Per exemple:
- 1.000 litres = 1 metre cúbic≈ 1 tona d'agua
- 1 litre = 1 decímetre cúbic ≈ 1 quilogram d'aigua
- 1 mil·lilitre = 1 centímetre cúbic≈ 1 gram d'aigua
- 1 microlitre = 1 mil·límetre cúbic ≈ 1 mil·ligram d'aigua

### Múltiples decimals
Tots els múltiples i submúltiples de les unitats bàsiques serien potències decimals. Així, ni les fraccions serien a parts iguals, com és el cas actualment amb les fraccions de polzada, ni els múltiples tindrien relacions diferents que potències de deu, tal com és el cas del peu que equival a dotze polzades. Cal destacar que la decimalització encara s'imposa en països que utilitzen altres bases de mesura, tal com ha estat el cas de la decimalització de la lliura (tant la britànica com la irlandesa) en 1971 o l'encara més recent (2000-2001) decimalització de les fraccions en els preus de les accions en les borses de valors dels Estats Units.
El sistema mètric també definia una unitat de base decimal per a la mesura d'angles, el gon o grad en el qual l'angle recte es divideix en 100 gons en lloc dels 90 del sistema sexagesimal, i on cada gon es divideix en 100 minuts i cada minut en 100 segons. De fet, el quilòmetre és la longitud d'un arc de meridià terrestre que abasta un minut (d'un gon de latitud. Això és similar a la definició d'una milla marina que és la longitud d'un arc d'un minut sexagesimal de latitud.
Al contrari, el sistema mètric no definí cap unitat decimal de mesura de temps doncs això formava part del calendari republicà en el qual un dia es dividia en 10 hores i caigué en desús juntament amb aquest.

### Prefixos comuns
Totes les unitats derivades haurien d'usar un mateix conjunt de prefixos per a indicar cada múltiple. Per exemple, quilo s'usaria tant per a múltiples de pes (quilogram) com de longitud (quilòmetre) en ambdós casos indicant 1000 unitats base. Això no evità que se seguissin usant unitats ja arrelades com la tona de 20 quintars (2000 lliures catalanes o 800 kg) després convertida en tona mètrica, 1000 kg, o el quintar de 100 lliures 4 arroves, passà a quintar mètric de 100 kg.
En els països anglosaxons segueixen usant-se unitats antigues com la tona de 20 quintars (2500 lb o 1150,20 kg) o el quintar de 4 arroves (45,36 kg).
| Unitat      | Equivalent a la base |
| ----------- | -------------------- |
| megàmetre   | 10⁶ metres           |
| quilòmetre  | 103 metres           |
| hectòmetre  | 10² metres           |
| decàmetre   | 10¹ metres           |
| decímetre   | 10−1 metres          |
| centímetre  | 10−2 metres          |
| mil·límetre | 10−3 metres          |
| micròmetre  | 10−6 metres          |
| nanòmetre   | 10−9 metres          |
| picòmetre   | 10−12 metres         |

| Unitat      | Equivalent a la base |
| ----------- | -------------------- |
| megalitre   | 10⁶ litres           |
| Quilolitre  | 103 litres           |
| hectolitre  | 10² litres           |
| decalitre   | 10¹ litres           |
| decilitre   | 10−1 litres          |
| centilitre  | 10−2 litres          |
| mil·lilitre | 10−3 litres          |
| microlitre  | 10−6 litres          |

### Adopció del sistema

Països segons la data d'adopció del sistema mètric

Gairebé tots els països europeus l'han adoptat a poc a poc, però el Regne Unit s'ha resistit durant molt temps, així com els Estats Units, que han conservat fins molt recentment les unitats de mesura tradicionals. El Regne Unit, alhora que les nacions continentals adoptaven el sistema mètric, feu un esforç d'unificació de les seves unitats de mesura, fins llavors, com a la resta del món, distintes de regió a regió, per a imposar l'anomenat sistema Imperial d'Unitats. Els Estats Units també ho feren, però prenent com base un altre sistema, de manera que, sovint, les unitats de mesura angleses són diferents de les dels Estats Units.
A Espanya, el metre s'adopta com unitat fonamental de longitud per la Llei del 19 de juliol de 1849. Aquest any es crea a aquest efecte un òrgan consultiu del Govern, la Comissió de Pesos i Mesures els treballs de la qual donen lloc a les equivalències entre els pesos i mesures espanyols i el sistema mètric, publicant-se tals equivalències per Reial Ordre de 9 de desembre de 1852. A Barcelona, s'aplica des de 1871. Finalment, el Reial decret de 14 de novembre de 1879 estableix l'obligatorietat del Sistema a partir de juliol de 1880 per tot l'estat.